# Tournoi de tennis de Zurich
Le tournoi de Zurich est un tournoi de tennis féminin du circuit professionnel WTA et masculin du circuit professionnel ATP.
L'édition féminine s'est tenue chaque année en octobre et en salle, de 1984 à 2008. Avec six succès (dont quatre consécutifs de 1989 à 1992), Steffi Graf détient le record de victoires en simple.
Deux éditions masculines ont été organisées, la première en 1977 sur dur extérieur et la seconde en 1982 sur moquette en salle et qui faisait partie du circuit WCT.

## Palmarès dames

### Simple
| No | Date       | Nom et lieu du tournoi                | Catégorie  | Dotation    | Surface         | Vainqueure             | Finaliste            | Score           |         |
| -- | ---------- | ------------------------------------- | ---------- | ----------- | --------------- | ---------------------- | -------------------- | --------------- | ------- |
| 1  | 29-10-1984 | European Indoors, Zurich              | VS Tour C3 | 50 000 $    | Moquette (int.) | Zina Garrison          | Claudia Kohde-Kilsch | 6-1, 0-6, 6-2   | Tableau |
| 2  | 28-10-1985 | European Indoors, Zurich              |            | 150 000 $   | Dur (int.)      | Zina Garrison          | Hana Mandlíková      | 6-1, 6-3        | Tableau |
| 3  | 06-10-1986 | European Indoors, Zurich              |            | 150 000 $   | Moquette (int.) | Steffi Graf            | Helena Suková        | 4-6, 6-2, 6-4   | Tableau |
| 4  | 26-10-1987 | European Indoors, Zurich              |            | 150 000 $   | Moquette (int.) | Steffi Graf            | Hana Mandlíková      | 6-2, 6-2        | Tableau |
| 5  | 17-10-1988 | European Indoors, Zurich              | Tier IV    | 200 000 $   | Moquette (int.) | Pam Shriver            | Manuela Maleeva      | 6-3, 6-4        | Tableau |
| 6  | 16-10-1989 | European Indoors, Zurich              | Tier III   | 250 000 $   | Moquette (int.) | Steffi Graf            | Jana Novotná         | 6-1, 7-6        | Tableau |
| 7  | 08-10-1990 | BMW European Indoors, Zurich          | Tier II    | 350 000 $   | Moquette (int.) | Steffi Graf            | Gabriela Sabatini    | 6-3, 6-2        | Tableau |
| 8  | 07-10-1991 | European Indoors, Zurich              | Tier II    | 350 000 $   | Moquette (int.) | Steffi Graf            | Nathalie Tauziat     | 6-4, 6-4        | Tableau |
| 9  | 05-10-1992 | European Indoors, Zurich              | Tier II    | 350 000 $   | Moquette (int.) | Steffi Graf            | Martina Navrátilová  | 2-6, 7-5, 7-5   | Tableau |
| 10 | 04-10-1993 | Barilla Indoors, Zurich               | Tier I     | 750 000 $   | Moquette (int.) | Manuela Maleeva        | Martina Navrátilová  | 6-3, 7-6        | Tableau |
| 11 | 03-10-1994 | European Indoors, Zurich              | Tier I     | 750 000 $   | Moquette (int.) | Magdalena Maleeva      | Natasha Zvereva      | 7-5, 3-6, 6-4   | Tableau |
| 12 | 02-10-1995 | European Indoors, Zurich              | Tier I     | 806 250 $   | Moquette (int.) | Iva Majoli             | Mary Pierce          | 6-4, 6-4        | Tableau |
| 13 | 14-10-1996 | European Indoors, Zurich              | Tier I     | 926 250 $   | Moquette (int.) | Jana Novotná           | Martina Hingis       | 6-2, 6-2        | Tableau |
| 14 | 13-10-1997 | European Indoor Championships, Zurich | Tier I     | 926 250 $   | Moquette (int.) | Lindsay Davenport      | Nathalie Tauziat     | 7-6, 7-5        | Tableau |
| 15 | 12-10-1998 | European Swisscom Challenge, Zurich   | Tier I     | 926 250 $   | Moquette (int.) | Lindsay Davenport      | Venus Williams       | 7-5, 6-3        | Tableau |
| 16 | 11-10-1999 | Swisscom Challenge, Zurich            | Tier I     | 1 050 000 $ | Dur (int.)      | Venus Williams         | Martina Hingis       | 6-3, 6-4        | Tableau |
| 17 | 09-10-2000 | Swisscom Challenge, Zurich            | Tier I     | 1 080 000 $ | Dur (int.)      | Martina Hingis         | Lindsay Davenport    | 6-4, 4-6, 7-5   | Tableau |
| 18 | 15-10-2001 | Swisscom Challenge, Zurich            | Tier I     | 1 185 000 $ | Dur (int.)      | Lindsay Davenport      | Jelena Dokić         | 6-3, 6-1        | Tableau |
| 19 | 14-10-2002 | Swisscom Challenge, Zurich            | Tier I     | 1 224 000 $ | Dur (int.)      | Patty Schnyder         | Lindsay Davenport    | 6-75, 7-68, 6-3 | Tableau |
| 20 | 13-10-2003 | Swisscom Challenge, Zurich            | Tier I     | 1 300 000 $ | Dur (int.)      | Justine Henin Hardenne | Jelena Dokić         | 6-0, 6-4        | Tableau |
| 21 | 18-10-2004 | Swisscom Challenge, Zurich            | Tier I     | 1 300 000 $ | Dur (int.)      | Alicia Molik           | Maria Sharapova      | 4-6, 6-2, 6-3   | Tableau |
| 22 | 17-10-2005 | Zürich Open, Zurich                   | Tier I     | 1 300 000 $ | Dur (int.)      | Lindsay Davenport      | Patty Schnyder       | 7-65, 6-3       | Tableau |
| 23 | 16-10-2006 | Zurich Open, Zurich                   | Tier I     | 1 340 000 $ | Dur (int.)      | Maria Sharapova        | Daniela Hantuchová   | 6-1, 4-6, 6-3   | Tableau |
| 24 | 15-10-2007 | Zürich Open, Zurich                   | Tier I     | 1 340 000 $ | Dur (int.)      | Justine Henin          | Tatiana Golovin      | 6-4, 6-4        | Tableau |
| 25 | 13-10-2008 | Tennis.com Open, Zurich               | Tier II    | 600 000 $   | Dur (int.)      | Venus Williams         | Flavia Pennetta      | 7-61, 6-2       | Tableau |

### Double
| No | Date       | Nom et lieu du tournoi               | Catégorie  | Dotation    | Surface         | Vainqueures                         | Finalistes                           | Score           |         |
| -- | ---------- | ------------------------------------ | ---------- | ----------- | --------------- | ----------------------------------- | ------------------------------------ | --------------- | ------- |
| 1  | 29-10-1984 | European Indoors Zurich              | VS Tour C3 | 50 000 $    | Moquette (int.) | Andrea Leand Andrea Temesvári       | Claudia Kohde-Kilsch Hana Mandlíková | 6-1, 6-3        | Tableau |
| 2  | 28-10-1985 | European Indoors Zurich              |            | 150 000 $   | Dur (int.)      | Hana Mandlíková Andrea Temesvári    | Claudia Kohde-Kilsch Helena Suková   | 6-4, 3-6, 7-6   | Tableau |
| 3  | 06-10-1986 | European Indoors Zurich              |            | 150 000 $   | Moquette (int.) | Steffi Graf Gabriela Sabatini       | Lori McNeil Alycia Moulton           | 1-6, 6-4, 6-4   | Tableau |
| 4  | 26-10-1987 | European Indoors Zurich              |            | 150 000 $   | Moquette (int.) | Nathalie Herreman Pascale Paradis   | Jana Novotná Catherine Suire         | 6-3, 2-6, 6-3   | Tableau |
| 5  | 17-10-1988 | European Indoors Zurich              | Tier IV    | 200 000 $   | Moquette (int.) | Isabelle Demongeot Nathalie Tauziat | Claudia Kohde-Kilsch Helena Suková   | 6-3, 6-3        | Tableau |
| 6  | 16-10-1989 | European Indoors Zurich              | Tier III   | 250 000 $   | Moquette (int.) | Jana Novotná Helena Suková          | Nathalie Tauziat Judith Wiesner      | 6-3, 3-6, 6-4   | Tableau |
| 7  | 08-10-1990 | BMW European Indoors Zurich          | Tier II    | 350 000 $   | Moquette (int.) | Manon Bollegraf Eva Pfaff           | Catherine Suire Dinky Van Rensburg   | 7-5, 6-4        | Tableau |
| 8  | 07-10-1991 | European Indoors Zurich              | Tier II    | 350 000 $   | Moquette (int.) | Jana Novotná Andrea Strnadová       | Zina Garrison Lori McNeil            | 6-4, 6-3        | Tableau |
| 9  | 05-10-1992 | European Indoors Zurich              | Tier II    | 350 000 $   | Moquette (int.) | Helena Suková Natasha Zvereva       | Martina Navrátilová Pam Shriver      | 7-6, 6-4        | Tableau |
| 10 | 04-10-1993 | Barilla Indoors Zurich               | Tier I     | 750 000 $   | Moquette (int.) | Zina Garrison Martina Navrátilová   | Gigi Fernández Natasha Zvereva       | 6-3, 5-7, 6-3   | Tableau |
| 11 | 03-10-1994 | European Indoors Zurich              | Tier I     | 750 000 $   | Moquette (int.) | Manon Bollegraf Martina Navrátilová | Patty Fendick Meredith McGrath       | 7-6, 6-1        | Tableau |
| 12 | 02-10-1995 | European Indoors Zurich              | Tier I     | 806 250 $   | Moquette (int.) | Nicole Arendt Manon Bollegraf       | Chanda Rubin Caroline Vis            | 6-4, 6-7, 6-4   | Tableau |
| 13 | 14-10-1996 | European Indoors Zurich              | Tier I     | 926 250 $   | Moquette (int.) | Martina Hingis Helena Suková        | Nicole Arendt Natasha Zvereva        | 7-5, 6-4        | Tableau |
| 14 | 13-10-1997 | European Indoor Championships Zurich | Tier I     | 926 250 $   | Moquette (int.) | Martina Hingis Arantxa Sánchez      | Larisa Neiland Helena Suková         | 4-6, 6-4, 6-1   | Tableau |
| 15 | 12-10-1998 | European Swisscom Challenge Zurich   | Tier I     | 926 250 $   | Moquette (int.) | Serena Williams Venus Williams      | Mariaan de Swardt Elena Tatarkova    | 5-7, 6-1, 6-3   | Tableau |
| 16 | 11-10-1999 | Swisscom Challenge Zurich            | Tier I     | 1 050 000 $ | Dur (int.)      | Lisa Raymond Rennae Stubbs          | Nathalie Tauziat Natasha Zvereva     | 6-2, 6-2        | Tableau |
| 17 | 09-10-2000 | Swisscom Challenge Zurich            | Tier I     | 1 080 000 $ | Dur (int.)      | Martina Hingis Anna Kournikova      | Kimberly Po Anne-Gaëlle Sidot        | 6-3, 6-4        | Tableau |
| 18 | 15-10-2001 | Swisscom Challenge Zurich            | Tier I     | 1 185 000 $ | Dur (int.)      | Lindsay Davenport Lisa Raymond      | Sandrine Testud Roberta Vinci        | 6-3, 2-6, 6-2   | Tableau |
| 19 | 14-10-2002 | Swisscom Challenge Zurich            | Tier I     | 1 224 000 $ | Dur (int.)      | Elena Bovina Justine Henin          | Jelena Dokić Nadia Petrova           | 6-2, 7-62       | Tableau |
| 20 | 13-10-2003 | Swisscom Challenge Zurich            | Tier I     | 1 300 000 $ | Dur (int.)      | Kim Clijsters Ai Sugiyama           | Virginia Ruano Pascual Paola Suárez  | 7-63, 6-2       | Tableau |
| 21 | 18-10-2004 | Swisscom Challenge Zurich            | Tier I     | 1 300 000 $ | Dur (int.)      | Cara Black Rennae Stubbs            | Virginia Ruano Pascual Paola Suárez  | 6-4, 6-4        | Tableau |
| 22 | 17-10-2005 | Zürich Open Zurich                   | Tier I     | 1 300 000 $ | Dur (int.)      | Cara Black Rennae Stubbs            | Daniela Hantuchová Ai Sugiyama       | 6-76, 7-64, 6-3 | Tableau |
| 23 | 16-10-2006 | Zurich Open Zurich                   | Tier I     | 1 340 000 $ | Dur (int.)      | Cara Black Rennae Stubbs            | Liezel Huber Katarina Srebotnik      | 7-5, 7-5        | Tableau |
| 24 | 15-10-2007 | Zürich Open Zurich                   | Tier I     | 1 340 000 $ | Dur (int.)      | Květa Peschke Rennae Stubbs         | Lisa Raymond Francesca Schiavone     | 7-5, 7-61       | Tableau |
| 25 | 13-10-2008 | Tennis.com Open Zurich               | Tier II    | 600 000 $   | Dur (int.)      | Cara Black Liezel Huber             | Anna-Lena Grönefeld Patty Schnyder   | 6-1, 7-63       | Tableau |

## Palmarès messieurs

### Simple
| No | Date       | Nom et lieu du tournoi    | Catégorie  | Dotation  | Surface         | Vainqueur    | Finaliste          | Score                   |  |
| -- | ---------- | ------------------------- | ---------- | --------- | --------------- | ------------ | ------------------ | ----------------------- |  |
| 1  | 29-12-1977 | Zurich Grand Prix, Zurich | Grand Prix | 25 000 $  | Dur (ext.)      | Jan Norbäck  | Jacek Niedzwiedzki | 7-5, 6-2                |  |
| 2  | 29-03-1982 | Zurich WCT, Zurich        |            | 300 000 $ | Moquette (int.) | Bill Scanlon | Vitas Gerulaitis   | 7-5, 7-6, 1-6, 0-6, 6-4 |  |

### Double
| No | Date       | Nom et lieu du tournoi    | Catégorie  | Dotation  | Surface         | Vainqueurs                       | Finalistes                          | Score    |  |
| -- | ---------- | ------------------------- | ---------- | --------- | --------------- | -------------------------------- | ----------------------------------- | -------- |  |
| 1  | 29-12-1977 | Zurich Grand Prix, Zurich | Grand Prix | 25 000 $  | Dur (ext.)      | Nikola Pilić Reinhart Probst     | Patrice Hagelauer C. Roger-Vasselin | 6-3, 6-1 |  |
| 2  | 29-03-1982 | Zurich WCT, Zurich        |            | 300 000 $ | Moquette (int.) | Sammy Giammalva Jr Tom Gullikson | Wojtek Fibak John Fitzgerald        | 6-4, 6-2 |  |